# Марченко, Александр Владимирович
Александр Владимирович Марченко (род. 14 апреля 1971, Киев) — украинский политик, общественный деятель, политтехнолог, правозащитник. Депутат Верховной Рады Украины 4-го созыва. Председатель общественной организации «Всеукраинское Ополчения».

## Биография

### Ранние годы, образование
Родился в Киеве 14 апреля 1971 года.
Окончил киевскую среднюю школу № 108 (1988), исторический факультет Переяслав-Хмельницкого государственного педагогического университета имени Григория Сковороды (2003).

### Общественно-политическая деятельность
В возрасте 19 лет избран в Харьковской районного совета города Киева по избирательному округу № 5 (был депутатом в 1990-1998 годах).
С 2000 года — руководитель Союза молодежи регионов, член президиума политсовета Партии Регионов. В 2001 году Союз молодежи регионов приняла решение о поддержке на парламентских выборах блока Виктора Ющенко «Наша Украина», после чего Александр Марченко сложил все полномочия в руководящих органах Партии Регионов и вышел из нее.
С 2001 года — председатель ВМОО «Молодежная Солидарность».

#### Всеукраинское Ополчение
5 октября 2002 года на учредительном съезде возглавил Ассоциацию депутатов местных Советов и сторонников блока Виктора Ющенко «Наша Украина». 18 июля 2014 года Ассоциации переименован в «Всеукраинское Ополчение».

### Парламентская деятельность
В 2005-2006 годах — народный депутат Украины 4-го созыва от блока Виктора Ющенко «Наша Украина» (номер в списке — 97), член Комитета Верховной Рады по вопросам законодательного обеспечения правоохранительной деятельности.
24 марта 2006 года подал в Верховную Раду проект постановления о начале процедуры возвращения Украине статуса ядерной державы.

### Захват Киевсовета
16 августа 2013 года вместе с Егором Соболевым, Игорем Луценко и Алексеем Германом захватил зал заседаний Киевсовета. Таким образом инициатива «Воля» пыталась помешать проведению сессии нелегитимного Киевсовета 19 августа 2013 года.
За час всех четверых арестовали бойцы «Беркута». С балкона зала заседания арест зафиксировала на видео журналистка Татьяна Черновол, которая попала в помещение через окно (залезла на четвертый этаж по пожарной лестнице).
Задержанных доставили в Шевченковский райотдел милиции. Луценко, Соболеву и Герману дали 5 суток админареста. Марченко стало плохо, и его госпитализировали.